# Wind (Tanzen)
Der Wind (auch bekannt als Circular Spins) ist eine Figur im Tanzsport, die insbesondere im Lateinbereich des Formationstanzens zu den Höchstschwierigkeiten zählt. Die Dame tanzt Spins und wandert währenddessen um den Herrn herum, der selbst entweder ohne Drehung stationär bleibt oder der Kreisbahn des geführten Partners folgend stationär nachdreht. Üblicherweise nutzt der Herr seine rechte Hand, um die Dame an ihrer rechten Hand zu führen, allerdings sind auch anders geführte Varianten verbreitet.